# László Fejes Tóth

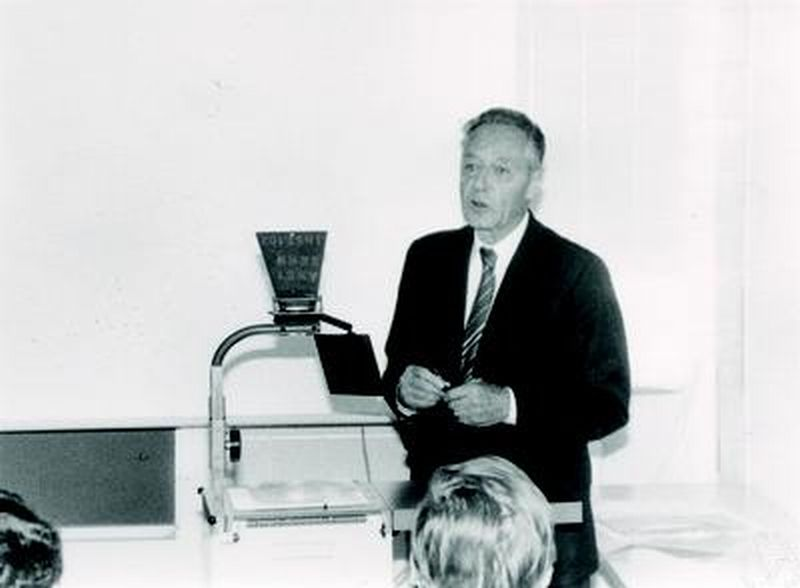

László Fejes Tóth (Szeged, 12 maart 1915 - Boedapest, 17 maart 2005) was een Hongaars wiskundige, die gespecialiseerd was in de meetkunde. Hij bewees dat een honingraatpatroon de meest efficiënte manier is om zo veel mogelijk gelijke cirkels in het Euclidische vlak te verpakken. Ook onderzocht hij stapelingen van de bol. Hij was in 1953 ook de eerste die aantoonde dat het vermoeden van Kepler kan worden teruggebracht tot een eindige geval analyse.

## Werken
- (de)  Reguläre Figuren (1965).